# Thanh long ruột trắng
Hylocereus undatus là một loài thực vật có hoa trong họ Cactaceae. Loài này được (Haw.) Britton & Rose mô tả khoa học đầu tiên năm 1918.

## Hình ảnh

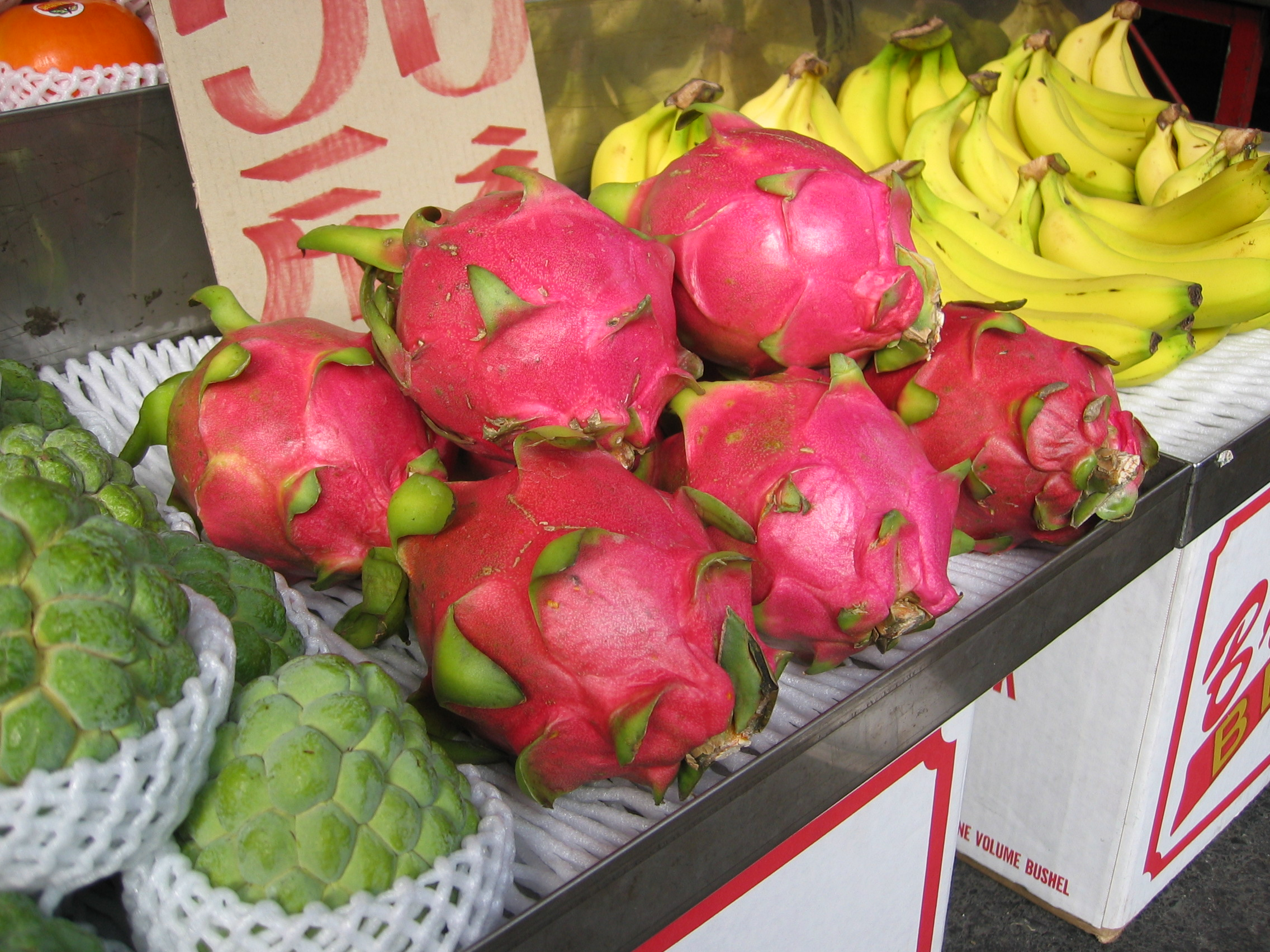
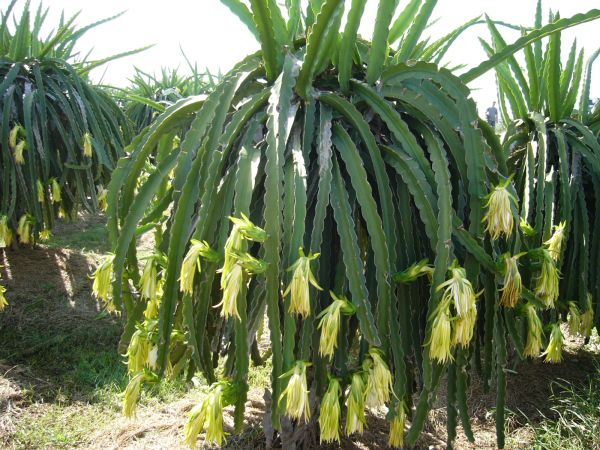
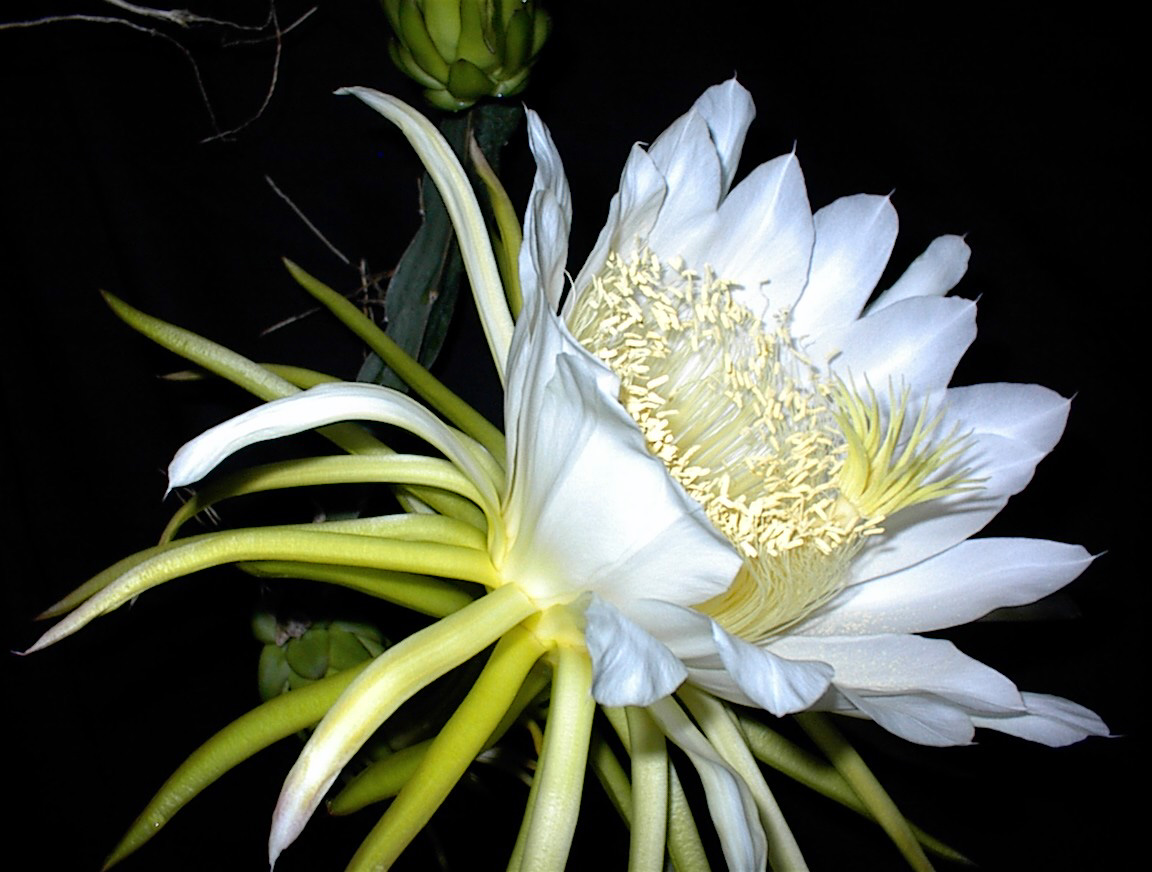
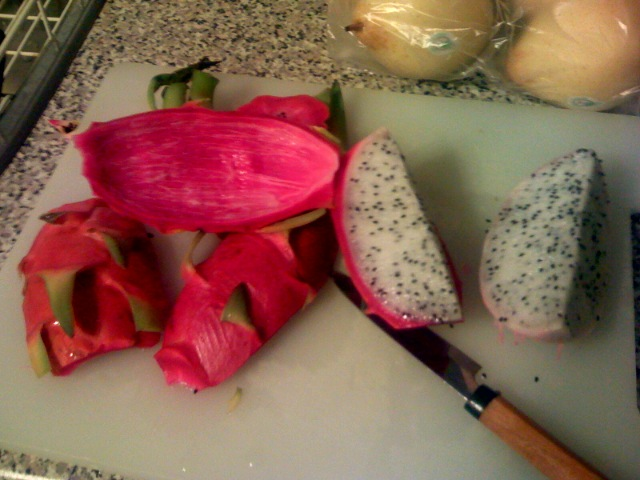